# Płaczewo (powiat wejherowski)
Płaczewo (kaszb. Płaczewò, niem. Platschow) – osada kaszubska w Polsce położona w województwie pomorskim, w powiecie wejherowskim, w gminie Gniewino na skraju Puszczy Wierzchucińskiej. Wieś jest częścią składową sołectwa Tadzino.
W latach 1975–1998 miejscowość administracyjnie należała do województwa gdańskiego.